# Limnophila (Indolimnophila) manipurensis
Limnophila (Indolimnophila) manipurensis is een tweevleugelige uit de familie steltmuggen (Limoniidae). De soort komt voor in het Oriëntaals gebied.